# Frégicourt
Frégicourt est une ancienne commune de France, située dans le département de la Somme. En 1834, elle est intégrée à la commune de Combles. Le village est le lieu d'importants affrontements durant la Première Guerre mondiale et est entièrement détruit en septembre 1916. Le village n'a jamais été reconstruit et seul un mémorial inauguré en 2011 permet de rappeler le lieu.

## Géographie

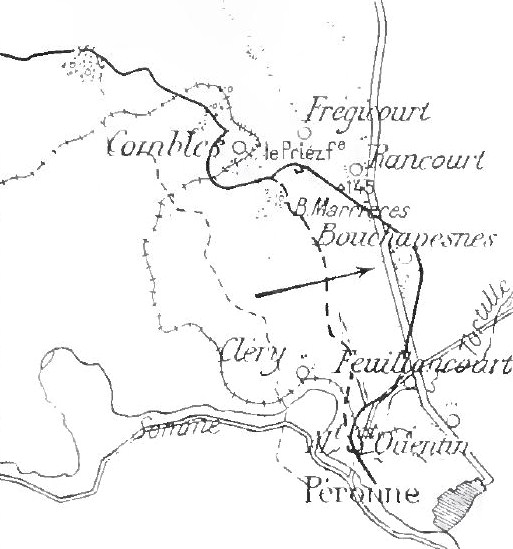
Carte de Frégicourt et des affrontements y ayant eu lieu.

L'ancien village de Frégicourt se trouve sur le chemin de Sailly à Combles, et est limitrophe de Rancourt. De façon plus générale, Frégicourt se situe au nord du canton de Combles et de l'arrondissement de Péronne, dans le nord-ouest du département.

## Toponymie
Dans la bulle de 1046 de Grégoire VI, le village est nommé sous le nom Frigilcurt cum appendiciis. Le village porte aussi les noms de Fregicort, Frigicort et Frigicourt.

## Histoire

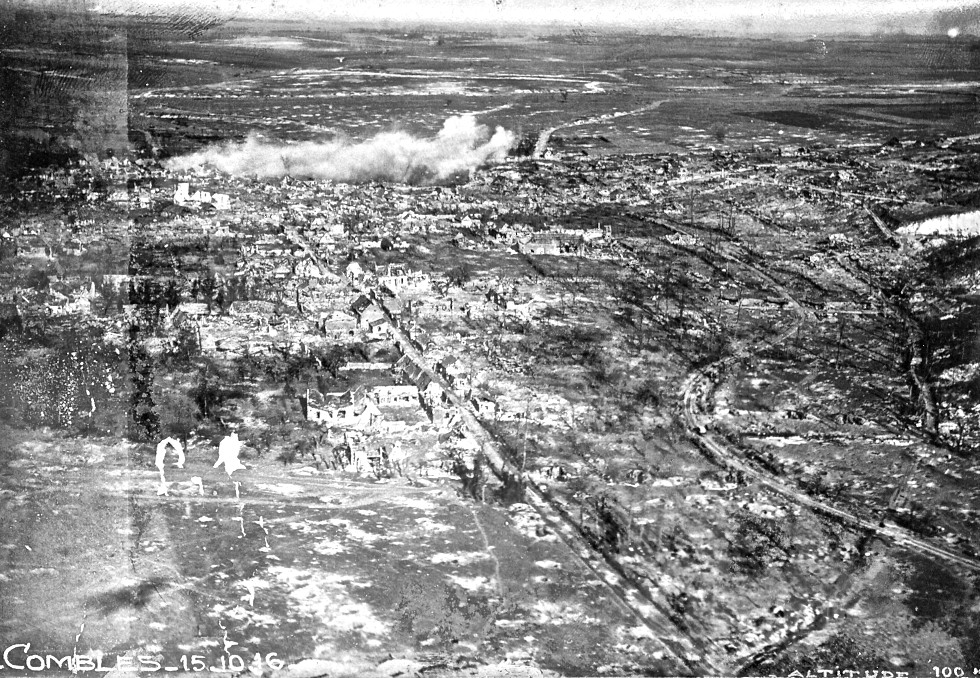
Vue aérienne de la région de Combles entièrement dévastée.

L'histoire de Frégicourt est ancienne et est antérieure à celle de Combles et le village était autrefois beaucoup plus grand et important. Dû à son rattachement à l'abbaye du Mont-Saint-Quentin, les paroisses de Cais, Touvent, le Priez, Rancourt et Sailly lui étaient autrefois subordonnées. Le lieu existe d'avant 1046, date d'une bulle de Grégoire VI rapportant le don de Frégicourt à Mont-Saint-Quentin par Robert de Péronne. La bulle de Pascal II de 1106 confirme ce don.
En 1172, Pierre Ier de Péronne fait don des bois défrichés de Frégicourt à l'abbaye du Mont-Saint-Quentin. En 1177, l'évêque de Noyon Renaud confirme le don, ainsi que le pape Alexandre III,.
En 1253, Pierre de Frégicourt, vend la mairie de Frégicourt à l'abbaye du Mont-Saint-Quentin, transaction confirmée l'année suivante. Il peut ainsi garantir la dot de sa femme Eremburge. À cette époque, malgré sa suzeraineté à Sailly, Frégicourt avait ses propres seigneurs. En 1573 a lieu le dénombrement des possessions de l'abbaye du Mont-Saint-Quentin dans le village de Frégicourt, une des possessions de l'abbaye. Le village subit alors un lent déclin, dû importantes guerres du XVe siècle et XVIe siècle, et elle perd son influence alors que les villages de Combles et Sailly s'accroissent. On recense encore un curé, M. Lépine, en 1752. Après la Révolution française, Frégicourt obtient le statut de commune, mais il n'y a aucune preuve de son affranchissement.
Par l'ordonnance No 5273 du roi Louis-Philippe Ier, les communes de Combles et Frégicourt sont rassemblées en une commune, Combles-et-Frégicourt, dont le siège est situé à Combles. L'ordonnance prend effet le 19 mars 183. Le nom Combles-et-Frégicourt ne sera finalement jamais adopté.
Durant la Première Guerre mondiale, Frégicourt, dû à sa proximité avec Combles, point stratégique de convergence des routes régionales, est le théâtre de plusieurs affrontements. Le 12 septembre 1916, les affrontements débutent, et les Français démantèlent les tranchées allemandes. Les affrontements arrêtent dans le milieu du mois et reprennent en fin septembre. Après deux ans d'affrontements et de bombardements incessants, le village est complètement détruit et n'est jamais reconstruit. Le seul vestige subsistant de l'ancien village est la statue de Saint-Brice dans la chapelle (ancienne église) de Frégicourt, plus tard rasée. La statue est conservée à l'église Saint-Vaast de Combles.
En 2011, un monument est érigé sur le lieu où était autrefois le village.

## Démographie
| 1793 | 1800 | 1806 | 1821 | 1831 |
| ---- | ---- | ---- | ---- | ---- |
| 36   | 21   | 20   | 35   | 36   |

En 1867, la population combinée de Combles, les Priez et Frégicourt était de 1 650 habitants.

## Patrimoine culturel
On y trouvait autrefois l'église Saint-Brice, siège de la paroisse et représentatif de l'architecture ogivale du XVe siècle.
Au coin avec le chemin de Sailly (D172) et un chemin de terre se trouve le mémorial commémorant Frégicourt. On y trouve aussi une plaque odonymique avec le nom de l'ancienne commune.